# Liste der Baudenkmäler im Wuppertaler Wohnquartier Friedrichsberg
Die Liste der Baudenkmäler im Wuppertaler Wohnquartier Friedrichsberg enthält die denkmalgeschützten Bauwerke auf dem Gebiet von Wuppertal-Friedrichsberg in Nordrhein-Westfalen (Stand: November 2017). Diese Baudenkmäler sind in der Denkmalliste der Stadt Wuppertal eingetragen; Grundlage für die Aufnahme ist das Denkmalschutzgesetz Nordrhein-Westfalen (DSchG NRW).

## Auszug aus der Denkmalliste

### Eingetragene Baudenkmäler
| Bild                    | Bezeichnung                                          | Lage                                        | Beschreibung                                                    | Bauzeit   | Eingetragen seit  | Denkmal- nummer |
| ----------------------- | ---------------------------------------------------- | ------------------------------------------- | --------------------------------------------------------------- | --------- | ----------------- | --------------- |
| weitere Bilder          | Turm (Von-der-Heydt-Turm)                            | Friedrichsberg (Kiesberg) Karte             |                                                                 |           | 30. Juli 1987     | 1101            |
| weitere Bilder          | Wohnhaus (Sommerhaus Von-der-Heydt)                  | Friedrichsberg Auf der Königshöhe 1 Karte   | eine D-Nummer mit Auf der Königshöhe 1a und Remise              | 1885      | 21. August 1984   | 113             |
| weitere Bilder          | Wohnhaus (Sommerhaus Von-der-Heydt)                  | Friedrichsberg Auf der Königshöhe 1 a Karte | eine D-Nummer mit Auf der Königshöhe 1 und Remise               | 1885      | 21. August 1984   | 113             |
| weitere Bilder          | Remise (Sommerhaus Von-der-Heydt)                    | Friedrichsberg Auf der Königshöhe 1 Karte   | eine D-Nummer mit den Wohnhäusern Auf der Königshöhe 1, 1a      | 1885      | 21. August 1984   | 113             |
| weitere Bilder          | Wohnhaus                                             | Friedrichsberg Auf der Königshöhe 2 Karte   |                                                                 | 1885      | 5. März 1985      | 330             |
| weitere Bilder          | Wohnhaus                                             | Friedrichsberg Auf der Königshöhe 4 Karte   |                                                                 | 1885      | 5. März 1985      | 331             |
| weitere Bilder          | Wohnhaus                                             | Friedrichsberg Baumstraße 2 Karte           |                                                                 |           | 11. Oktober 1988  | 1486            |
| weitere Bilder          | Wohnhaus                                             | Friedrichsberg Baumstraße 4 Karte           |                                                                 |           | 15. Oktober 1984  | 162             |
| weitere Bilder          | Wohnhaus                                             | Friedrichsberg Baumstraße 6 Karte           |                                                                 |           | 15. Oktober 1984  | 163             |
| weitere Bilder          | Wohnhaus                                             | Friedrichsberg Baumstraße 8 Karte           |                                                                 | 1888      | 11. Oktober 1988  | 1487            |
| weitere Bilder          | Wohnhaus                                             | Friedrichsberg Baumstraße 10 Karte          |                                                                 | 1888      | 11. Oktober 1988  | 1488            |
| weitere Bilder          | Wohnhaus                                             | Friedrichsberg Baumstraße 12 Karte          |                                                                 | 1880      | 11. Oktober 1988  | 1489            |
| weitere Bilder          | Wohnhaus                                             | Friedrichsberg Baumstraße 14 Karte          |                                                                 | 1888      | 11. Oktober 1988  | 1490            |
| weitere Bilder          | Wohnhaus                                             | Friedrichsberg In der Ossenbeck 2 Karte     |                                                                 | 1898/1909 | 1. Oktober 1990   | 1825            |
| weitere Bilder          | Wohnhaus                                             | Friedrichsberg Neviandtstraße 83 Karte      |                                                                 |           | 11. Oktober 1988  | 1485            |
| weitere Bilder          | Wohnhaus                                             | Friedrichsberg Rheinstraße 53 Karte         | eine D-Nummer mit Rheinstraße 53 a                              | 1911      | 5. August 1991    | 1917            |
| weitere Bilder          | Lagerhaus                                            | Friedrichsberg Rheinstraße 53 a Karte       | eine D-Nummer mit Rheinstraße 53                                | 1911      | 5. August 1991    | 1917            |
| Wohn- und Geschäftshaus | Wohn- und Geschäftshaus                              | Friedrichsberg Rheinstraße 78 Karte         |                                                                 |           | 10. Januar 1985   | 243             |
| Villa                   | Villa                                                | Friedrichsberg Viehhofstraße 33 Karte       |                                                                 | 1870      | 6. August 1985    | 547             |
| weitere Bilder          | Wohnhaus                                             | Friedrichsberg Viehhofstraße 118 Karte      |                                                                 | 1913–1915 | 31. August 1988   | 1443            |
| weitere Bilder          | Verwaltungsgebäude                                   | Friedrichsberg Viehhofstraße 119 Karte      |                                                                 | 1913–1915 | 2. September 1996 | 4004            |
| weitere Bilder          | Pförtnerhaus (Börse, Schlachthof)                    | Friedrichsberg Viehhofstraße Karte          | das Pförtnerhaus ist zwischen Viehhofstraße 119 und 125 gelegen | 1913–1915 | 9. Juli 1992      | 2307            |
| weitere Bilder          | Gaststätte mit Versammlungsraum (Börse, Schlachthof) | Friedrichsberg Viehhofstraße 125 Karte      |                                                                 |           | 31. August 1988   | 1445            |